# Spathius radialis
Spathius radialis är en stekelart som beskrevs av Gyöö Viktor Szépligeti 1908. Spathius radialis ingår i släktet Spathius och familjen bracksteklar. Inga underarter finns listade i Catalogue of Life.